# العمليات الخارجية الإيرانية
تشير العمليات الخارجية الإيرانية إلى الإجراءات التي تنفذها الجمهورية الإسلامية الإيرانية منذ الثورة الإسلامية عام 1979 في الدول الأجنبية، باستخدام الأدوات العسكرية والاستخباراتية والدبلوماسية والسيبرانية والعناصر التي تعمل بالوكالة، مثل الشبكات الإجرامية. وقد تم تنفيذ هذه العمليات بشكل رئيسي من قبل فيلق القدس التابع للحرس الثوري الإسلامي، إلى جانب دعم وزارة الاستخبارات وغيرها من الكيانات الحكومية وغير الحكومية. وتمتد عمليات إيران الخارجية عبر القارات الخمس مع التركيز على الشرق الأوسط وإفريقيا وآسيا الوسطى وأميركا اللاتينية وأوروبا.

## الخلفية
في أعقاب الثورة الإسلامية التي وقعت عام 1979، تحولت القيادة في إيران إلى جمهورية ثيوقراطية. اتبعت الحكومة الجديدة مبدأ ولاية الفقيه، وسعت إلى تغيير الوضع الراهن في المنطقة، ومعارضة النفوذ الغربي، مع التركيز على الولايات المتحدة، في حين دعمت الحركات الشيعية العالمية والمعادية لإسرائيل. لقد قاد تنفيذ العمليات في الخارج الحرس الثوري الإسلامي الذي تأسس في ثمانينيات القرن العشرين. على مدى 45 عامًا، وبكثافة أعلى منذ عام 2018، استخدمت الحكومة الإيرانية بانتظام الجماعات الإجرامية وشبكات من الوكلاء في بلدان أخرى لتحقيق أهدافها. وبهذه الطرق، تمكنت من إنكار تدخلها في الميدان مع تعزيز مصالحها السياسية والأمنية.

## أوروبا
في السنوات الأخيرة، قامت إيران بتصدير نموذج الوكالة من الشرق الأوسط إلى أوروبا، من خلال الاستعانة بمصادر خارجية لعملياتها من الشبكات الإجرامية الأوروبية. في معظم الدول الأوروبية تستخدم إيران هذه الشبكات الإجرامية لتنفيذ عمليات الاغتيال والاختطاف والتجسس والمراقبة وغيرها من العمليات، التي تستهدف بشكل رئيسي المعارضين والأهداف والمصالح الأمريكية والإسرائيلية والأوروبية.

### السويد

#### محاولة تفجير السفارة الإسرائيلية في يناير 2024
كانت شبكة فوكستروت وراء محاولة وضع قنابل يدوية في محيط السفارة الإسرائيلية في ستوكهولم ، بناء على طلب مباشر من المخابرات الإيرانية.

#### إطلاق النار على السفارة الإسرائيلية في ستوكهولم في مايو 2024
هذا الهجوم الذي وقع في مايو 2024 يشبه محاولة التفجير في يناير التي ربطتها المخابرات السويدية والإسرائيلية بشبكة فوكستروت.

#### استهداف منشآت شركة إلبيت (Elbit) في جوتنبرج وستوكهولم
وفقًا لتحقيق أوروبي مهم، تم توجيه شبكة فوكستروت من قبل إيران لاستهداف شركات تعمل مع وزارة الدفاع الإسرائيلية بما في ذلك منشآت شركة إلبيت سيستمز، الواقعة في جوتنبرج وستوكهولم.

#### مؤامرات الاختطاف والاغتيال
تلقت شبكة فوكستروت "قائمة أهداف" من إيران، بما في ذلك عمليات اختطاف واغتيال إسرائيليين في جميع أنحاء أوروبا، فضلاً عن الهجمات على المرافق المجتمعية اليهودية والمعابد اليهودية.

### المملكة المتحدة
منذ أواخر العقد الأول من القرن الحادي والعشرين، حدد مسؤولو الاستخبارات والأمن البريطانيون زيادة في تورط إيران في المملكة المتحدة، حيث اعتمدت على الشبكات الإجرامية وجماعات الجريمة المنظمة لتعزيز مصالحها وإجراء عمليات سرية في المملكة المتحدة وفي جميع أنحاء أوروبا. ويسمح هذا النهج للجهات الفاعلة في الدولة الإيرانية، وخاصة الحرس الثوري الإسلامي ووزارة الاستخبارات والأمن، بحماية أنفسهم من التعرض المباشر مع الاستفادة من الموارد والخبرات الإجرامية المحلية.

#### مؤامرة "الزفاف" لعام 2022
كانت هذه المؤامرة التي خطط لها الحرس الثوري الإيراني تهدف إلى اغتيال صحفيين إيرانيين في لندن، تابعين لقناة إيران الدولية، وهي قناة إخبارية ناطقة بالفارسية تنتقد النظام الإيراني. تم استهداف سيما ثابت وفرداد فرحزاد في نوفمبر 2022 من قبل الوحدة 840 (وحدة عمليات خاصة سرية داخل فيلق القدس التابع للحرس الثوري الإسلامي الإيراني) وتمت تسميتهما رمزيا "العروس" و"العريس". وبمساعدة عميل مزدوج، فشلت المؤامرة.

#### محاولة مهاجمة السفارة الإسرائيلية في لندن عام 2025
في مايو/أيار 2025، ألقت الشرطة البريطانية القبض على خمسة أفراد، من بينهم أربعة مواطنين إيرانيين، للاشتباه في تخطيطهم لهجوم على السفارة الإسرائيلية في لندن. وجرت الاعتقالات خلال مداهمات منسقة في عدة مدن: سويندون، وغرب لندن، وستوكبورت، وروكديل، ومانشستر. كان هذا جزءًا من عملية كبيرة لمكافحة الإرهاب وصفتها السلطات البريطانية بأنها واحدة من أهم العمليات في السنوات الأخيرة. وبحسب مسؤولين سابقين في الاستخبارات ومصادر أمنية، يُعتقد أن المشتبه بهم مرتبطون بالوحدة 840.

#### التدابير البريطانية المضادة
منذ عام 2022، أوقف جهاز المخابرات البريطاني MI5 والشرطة ما لا يقل عن 20 مؤامرة في المملكة المتحدة مرتبطة بإيران. تشير المعلومات الاستخباراتية إلى أن إيران تدفع أموالاً لمجرمين محليين في المملكة المتحدة للقيام بأنشطة عنف وتجسس. وفقًا للمصادر، تعهد رئيس جهاز المخابرات البريطاني MI5 كين مكالوم بإعطاء "أقصى قدر من الاهتمام لخطر زيادة أو توسيع نطاق العدوان الحكومي الإيراني في المملكة المتحدة".

### ألمانيا
حسب مصادر عدة فإن التورط الإيراني في الجريمة في ألمانيا أصبح يشكل قضية أمنية خطيرة. تعمل وكالات الاستخبارات الإيرانية على توظيف مجرمين محليين للتجسس أو التهديد أو مهاجمة اليهود والإسرائيليين والمعارضين السياسيين. وفي كثير من الأحيان يستخدمون أشخاصًا من العالم الإجرامي الأوروبي، مثل تجار المخدرات، وأعضاء العصابات، والسجناء السابقين وغيرهم. وبهذه الطريقة، تستطيع إيران نفي مسؤوليتها والبقاء على مسافة آمنة من العمليات الفعلية.

#### هجومًا الكنيس اليهودي 2021
في عام 2021، استخدمت إيران منظمة Hell's Angels الألمانية وزعيمها رامين يكتاباراست، وهو مواطن ألماني إيراني مزدوج الجنسية نفذ هجومين على كنيس. وقعت إحداهما في بوخوم والأخرى في إسن.

#### مخطط 2025 لاستهداف اليهود والإسرائيليين
في يوليو/تموز 2025، أحبطت السلطات الألمانية والدنماركية مؤامرة لقوة القدس الإيرانية لاستهداف أفراد ومؤسسات يهودية في برلين. تم القبض على المواطن الدنماركي (علي س.) من أصل أفغاني للاشتباه بقيامه بمراقبة أهداف محتملة. وكان من المقرر أنه سيتم تسليمه إلى ألمانيا.

#### التدابير المضادة الألمانية
تمكنت الشرطة الألمانية والفرنسية من إحباط عدة مؤامرات مدعومة من إيران. وتضمنت هذه المؤامرات خططا لقتل اليهود وحرق مقرّات الشركات المملوكة لإسرائيليين. وبفضل أعمال التجسس والاستخبارات، تمكن أفراد الشرطة من إلقاء القبض على المشتبه بهم واحتجازهم في انتظار المحاكمة. وكان بعض هؤلاء المشتبه بهم مرتبطين بشكل مباشر بعملاء إيرانيين.

### فرنسا
وفي السنوات الأخيرة، زادت الأنشطة الإجرامية الإيرانية في فرنسا، وخاصة من خلال الجهود التي تدعمها الحكومة والتي تستهدف اليهود والإسرائيليين والمعارضين السياسيين. لقد اعتمدت الحكومة الإيرانية بشكل أكبر على الجماعات الإجرامية المحلية مثل تجار المخدرات والعصابات، من أجل تنفيذ هذه الهجمات مع إبقاء تورطها مخفيًا.

#### مخطط تفجير منطقة باريس عام 2018
في عام 2018، كشفت الاستخبارات الأوروبية عن مؤامرة الدبلوماسي المقيم في فيينا أسد الله أسدي لتفجير تجمع كبير للمعارضة الإيرانية بالقرب من باريس. قام بتسليم المتفجرات ومبلغ 22 ألف يورو إلى مواطنَيْن بلجيكيَيْن من أصل إيراني كان من المفترض أن ينفذا الهجوم. أدت هذه المؤامرة الفاشلة إلى اعتقاله والحكم عليه بالسجن لمدة 20 عامًا في بلجيكا في عام 2021.

### "قضية دوار الشمس"
أحد المطلوبين للعدالة وهو محرز العياري، فرنسي تونسي الجنسية ولديه سجل إجرامي، كان مطلوبًا بتهمة ارتكاب جريمة قتل في فال دواز عام 2022. وارتبط اسمه لاحقًا بمحاولة قتل النائب السابق في البرلمان الأوروبي آليخو فيدال كوادراس في مدريد في نوفمبر/تشرين الثاني 2023. كان لعياري علاقات بجماعات إجرامية في فرنسا وأوروبا، وكان الاعتقاد أنه تم تجنيده من قبل إيران لتنفيذ عمليات قتل في الخارج.

### هجوم "سيماي آزادي"
في 31 مايو/أيار 2023، تعرض مركز "سيماي آزادي"، وهو مركز إعلامي للمعارضة الإيرانية في سانت أوين لومون بالقرب من باريس، لهجوم بقنابل المولوتوف وإطلاق النار. وفي يومي 11 و13 يونيو/حزيران، تُركت حاويات البنزين خارج المكاتب هناك. وقالت السلطات الفرنسية إن كل هذه الأفعال نفذها مجرمون صغار استأجرتهم الحكومة الإيرانية.

#### شبكة تهريب المخدرات في إيران
صرح وزير الداخلية الفرنسي برونو ريتيلو في يونيو 2025 أن إيران استأجرت تجار مخدرات لتنفيذ عمليات سرية في فرنسا. ومثل هذه الأعمال تشكل خطًا مباشرًا لأحداث مماثلة منذ عام 2018 حتى هذه الأيام.

### سويسرا

#### وفاة الدبلوماسية السويسرية في مايو 2021
في عام 2021، عُثر على دبلوماسية سويسرية تعمل في السفارة في طهران ميّتة، بعد سقوطها من مبنًى في الطابق السابع عشر. وقال الإيرانيون إنها انتحرت، لكن التحقيق السويسري كان معقدًا بسبب غياب الأعضاء الرئيسية بعد تشريح الجثة الأولي في إيران.

#### وفاة الملحق الدفاعي السويسري يونيو 2023
في يونيو/حزيران 2023، انهار الملحق العسكري السويسري في أحد فنادق طهران. تم نقله جواً إلى سويسرا، وتوفي بعد عدة أشهر. ووصف المسؤولون الإيرانيون الوفاة بأنها ناجمة عن أسباب طبيعية، إلا أن الحادث أثار المخاوف بشأن سلامة الدبلوماسيين السويسريين في إيران.

## أمريكا اللاتينية
أصبحت أمريكا اللاتينية ملاذاً للأنشطة الإجرامية الإيرانية. وتشجع طهران شبكات وكلائها، مثل حزب الله في لبنان، على تعميق تورطها في العمليات غير القانونية المتعلقة بالاتّجار في الأموال والمخدرات والأسلحة، في حين تعمل على خلق المزيد من التحالفات مع الدول المناهضة للولايات المتحدة، مثل فنزويلا. وتتمتع إيران بعلاقات وثيقة معها من خلال التعاون الاقتصادي والشراكات المصرفية وما يقال عن تنسيق استخباراتي بين الجانبين. أمّا منظمة حزب الله، وهي الوكيل الرئيسي لإيران في الخارج، فيعمل من منطقة الحدود الثلاثية بين باراجواي والبرازيل والأرجنتين، وهي نقطة ساخنة للتهريب، حيث لا تكون السلطات فعالة هناك.

### الأرجنتين

#### تفجير آميا 1994 (بوينس آيرس)
كان تفجير مقرّ جمعية الصداقة اليهودية الإسرائيلية عام 1994 هجومًا نفذه عناصر حزب الله بناءً على أوامر إيرانية. وفي قصف مركز الجالية اليهودية في بوينس آيرس قُتل 85 مدنياً. ومنذ وقوع التفجير، حملت المحاكم الأرجنتينية إيران المسؤولية بشكل مستمر، ويتم محاكمة المشتبه بهم غيابياً بموجب التشريع الجديد لعام 2025.

### كولومبيا

#### عملية كاساندرا
كانت كولومبيا نقطة البداية لعملية كاساندرا، حيث كشف التحقيق الذي أجرته إدارة مكافحة المخدرات عن حلقة غسيل أموال تابعة لحزب الله بقيمة مليار دولار.

### المكسيك
في عام 2011، حاولت قوة القدس الإيرانية استخدام كارتل لوس زيتاس لاغتيال السفير السعودي لدى الولايات المتحدة، عادل الجبير، في واشنطن. وعُرض على الكارتل مبلغ 1.5 مليون دولار مقابل الاغتيال، لكن الخطة فشلت في النهاية.

### فنزويلا

#### رحلات الأشباح
وتشير عبارة "الرحلات الجوية الشبحية" إلى الرحلات الجوية غير المسجلة الجارية بين فنزويلا وإيران. وقد أثارت الرحلات الجوية التي تديرها بشكل رئيسي شركة الطيران الحكومية الفنزويلية كونفياسا، اهتمامًا عالميًا نظرًا لعدم وجود سجلات أو قوائم ركاب، وغياب الشفافية، واتهامات بالنشاط غير المشروع.

## أمريكا الشمالية
وتشمل أنشطة إيران في أمريكا الشمالية على مر السنين التجسس، واستهداف المنتقدين الذين يعيشون في الخارج، والهجمات عبر الإنترنت، والتخطيط لمهام انتقامية محتملة. وتستخدم طهران عملاء دبلوماسيين وغير رسميين للتجسس على مجتمعات الشتات، وفي بعض الحالات تحاول اختطاف واغتيال الأشخاص، مثل محاولة اغتيال الصحفية مسيح علي نجاد. وتشير التقارير إلى وجود مؤامرات اغتيال تستهدف مسؤولين أمريكيين مثل الرئيس دونالد ترامب ومايك بومبيو وجون بولتون. كما شنت إيران حربًا إلكترونية وتدخلت في الانتخابات باستخدام وحدات مثل APT35، بالإضافة إلى حملات التضليل. وتعمل إيران أيضًا مع الجماعات الإجرامية ومع حلفائها مثل حزب الله بهدف تحضير هجمات محتملة. وللتغلب على العقوبات الدولية، تستخدم إيران الشركات الوهمية، والعملات المشفرة، وعمليات الشراء غير القانونية للتكنولوجيا الحساسة.

### الولايات المتحدة

#### محاولة اغتيال مايك بومبيو
حسب تقارير استخباراتية، كاد عملاء إيرانيون أن ينجحوا في تنفيذ محاولة اغتيال وزير الخارجية السابق مايك بومبيو أثناء زيارته لباريس في عام 2022.

#### محاولة اغتيال جون بولتون
في أغسطس/آب 2022، اتهمت وزارة العدل الأمريكية شهرام بورصافي، عضو الحرس الثوري الإسلامي الإيراني، بالتخطيط لاغتيال مستشار الأمن القومي السابق جون بولتون، وتقديم ما يصل إلى مليون دولار لقتل وزير الخارجية السابق مايك بومبيو. وبحلول أواخر عام 2023، نبّهت الاستخبارات الأمريكية فريق دونالد ترامب الأمني إلى أن فرق اغتيال إيرانية تعمل داخل الولايات المتحدة وأن بومبيو وترامب كانا من بين أهدافهم المحتملة.

#### مؤامرة اغتيال ترامب
في نوفمبر/تشرين الثاني 2024، كشف الادعاء العام الأمريكي عن اتهامات تشير إلى أن رجلاً يُدعى فرهاد شاكري، والذي يُقال إنه كان يعمل لصالح الحرس الثوري الإيراني، كان متورطًا في مراقبة دونالد ترامب الذي تم انتخابه للتو رئيسًا للولايات المتحدة والتخطيط لقتله. كما تم توجيه الاتهام إلى شخصين آخرين قاما بمساعدته.

#### جمع التبرعات لقتل ترامب
يقوم موقع إلكتروني إيراني بحملة لجمع التبرعات، حيث خصص جائزة مالية لمن يغتال الرئيس دونالد ترامب.

### كندا

#### مؤامرة اغتيال معارضين إيرانيين عام 2024
في يناير/كانون الثاني 2024، فرضت الولايات المتحدة والمملكة المتحدة عقوبات على مجموعة متهمة بمحاولة قتل المعارضين الإيرانيين في الخارج بناء على أوامر من طهران. كانت الشبكة بقيادة ناجي شريف زندشتي، وهو تاجر مخدرات مقيم في إيران، وعمل تحت إشراف وزارة الاستخبارات الإيرانية لتنفيذ عمليات اختطاف وقتل في مختلف القارات. كان أحد المجندين هو الكندي داميون رايان، عضو منظمة هيلز أنجلز، والذي طُلب منه قتل المعارضين الإيرانيين في الولايات المتحدة. وقد أحضر رايان، الذي لديه تاريخ إجرامي طويل، شخصًا كنديًا آخر، اسمه آدم بيرسون، ليساعده في المؤامرة.

## إفريقيا
تمارس إيران أنشطة إجرامية واسعة النطاق في إفريقيا، سواء بشكل مباشر عبر العمليات الحكومية أو غير مباشرة، والتي يتم تنفيذها من خلال وكلاء مثل حزب الله وجماعات أخرى. وتشمل هذه الأنشطة الإرهاب وتهريب الأسلحة والاتجار بالمخدرات وغسيل الأموال ومساعدة الجماعات المسلحة المحلية. وتعتبر هذه الإجراءات جزءًا من الجهود العالمية التي تبذلها إيران لتحقيق أهدافها.

### جنوب إفريقيا

#### مؤامرة لاغتيال السفير الأمريكي في جنوب إفريقيا
في عام 2020، كشفت الاستخبارات الأمريكية أن إيران تخطط لاغتيال السفيرة الأمريكية في جنوب إفريقيا، لانا ماركس. وتم استهدافها بسبب علاقاتها الوثيقة بالرئيس الأمريكي آنذاك دونالد ترامب، وبعيد إنشاء شبكة الحرس الثوري الإيراني السرية في جنوب إفريقيا. كانت المؤامرة، المرتبطة بالسفارة الإيرانية في بريتوريا، من بين عدة خيارات نظرت فيها إيران للانتقام لمقتل قاسم سليماني، والذي أدى بالفعل إلى شن هجمات صاروخية على قواعد أمريكية في العراق.

#### أثيوبيا
في أوائل عام 2021، ألقت السلطات الإثيوبية القبض على مجموعة من 15 شخصًا بتهمة التخطيط لهجوم على سفارة الإمارات العربية المتحدة في أديس أبابا. وكانت المجموعة التي يقودها علي أحمد عديتو، تمتلك أسلحة ومتفجرات ووثائق تتعلق بالخطة. وقالت المخابرات الإثيوبية إن الهجوم كان من الممكن أن يتسبب في أضرار جسيمة. تم القبض على المشتبه به الرئيسي أحمد إسماعيل في السويد بمساعدة مسؤولين سويديين وإثيوبيين. كما تم إحباط مخطط مماثل ضد سفارة الإمارات المتحدة في السودان بعد تحذير من إثيوبيا. ويعتقد مسؤولون أمريكيون وإسرائيليون أن إيران كانت وراء هذه المؤامرات انتقامًا لمقتل الزعيمين الإيرانيين قاسم سليماني ومحسن فخري زاده.

#### جمهورية إفريقيا الوسطى
في عام 2019 اعتقل في تشاد، المدعو إسماعيل جيده، رجل من تشاد ومستشار سابق لزعيم المتمردين في جمهورية إفريقيا الوسطى. واتهم بالمساعدة في إنشاء جماعة مسلحة في إفريقيا الوسطى بدعم من إيران. وقال محققو الأمم المتحدة وكذلك جيده نفسه إن قوة القدس الإيرانية أعطته المال والدعم لتشكيل مجموعة تسمى "سرايا الزهراء"، والمعروفة أيضًا باسم لواء الزهراء. وكان هدف المجموعة تنفيذ هجمات ضد أهداف غربية وإسرائيلية وسعودية في إفريقيا. وقال جيده إنه جند ما بين 30 إلى 40 مقاتلاً من الجماعات المتمردة في جمهورية إفريقيا الوسطى وأرسلهم إلى لبنان والعراق وسوريا للتدريب في معسكرات تديرها إيران. وأكد محققو الأمم المتحدة أن ما لا يقل عن 12 من هؤلاء المقاتلين سافروا إلى تلك البلدان للتدريب.

#### كينيا
في عام 2015، اعتقلت السلطات الكينية عدة أشخاص متهمين بالعمل لصالح فيلق القدس الإيراني والتخطيط لهجمات داخل كينيا. واعترف شخصان كينيان بمساعدة الحرس الثوري الإسلامي الإيراني من خلال تجنيد آخرين والتجسس على الأهداف والتخطيط لشن الهجمات على المصالح الغربية والكينية. وكانوا قد سافروا إلى إيران للتدريب وتلقوا أموالاً من عملاء إيرانيين. وقالت الشرطة إن المجموعة حاولت تجنيد الأطفال. وفي وقت سابق من عام 2012، تم القبض على شخصين إيرانيين في كينيا وبحوزتهما كمية كبيرة من المتفجرات. وحُكم عليهما في وقت لاحق بالسجن مدى الحياة بتهمة التخطيط لهجمات، ربما ضد أهداف غربية وإسرائيلية.

#### نيجيريا
لقد دعمت إيران الحركة الإسلامية في نيجيريا بالمال والتدريب والأفكار، واعتبرتها وسيلة لنشر نفوذها في غرب إفريقيا. تأسست الحركة الإسلامية النيجيرية على يد الشيخ إبراهيم زكزاكي في ثمانينيات القرن العشرين بعد أن استوحىبالثورة الإسلامية في إيران وقضى بعض الوقت في الدراسة هناك. ولا تعترف الجماعة بالحكومة النيجيرية وتريد إنشاء نظام إسلامي مثل النظام الإيراني. وتشير التقارير إلى أن إيران، بالتعاون مع حزب الله اللبناني، قدمت للحركة الإسلامية النيجيرية حوالي 120 ألف دولار سنوياً في صورة دعم وتدريب أيديولوجي وعسكري في منشآت حزب الله.

#### المغرب
في يناير/كانون الثاني 2025، نجحت السلطات المغربية في إحباط محاولة لشن هجمات إرهابية على مكتب الاتصال الإسرائيلي في المغرب. وكانت هذه المحاولات مرتبطة بجبهة البوليساريوالعاملة في منطقة الصحراء الغربية.

## آسيا
منذ الثورة الإسلامية عام 1979، قامت إيران بالعديد من الأنشطة والعمليات السرية في مختلف أنحاء آسيا. وتشمل هذه الأنشطة التجسس، ومؤامرات الاغتيال، والهجمات الإلكترونية، وتسهيل الإرهاب، ونشاط الشبكات المالية غير المشروعة. وتمت الاستعانة بمنظمات إجرامية محلية لتنفيذ عدد متزايد من هذه الأنشطة. ويقف وراء معظم هذه العمليات الحرس الثوري الإسلامي، وفيلق القدس، ووزارة الاستخبارات والأمن، والوكلاء التابعين لها.

### أذربيجان

#### مؤامرة الانقلاب والاغتيال 2023-2024
كانت مؤامرة الانقلاب والاغتيال التي وقعت في عامي 2023 و2024 جزءًا من جهد إيراني لزعزعة استقرار أذربيجان وتعزيز المصالح الإيرانية في المنطقة. تم الكشف عنها من قبل السلطات الأذربيجانية، التي ألقت القبض على أشخاص يعملون مع المخابرات الإيرانية، بهدف اغتيال شخصيات حكومية بارزة. ولقد تلقوا تدريبات عسكرية في إيران تحت غطاء التعليم الديني إلى جانب قوائم المسؤولين الذين يجب استهدافهم.

#### محاولة اغتيال النائب فاضل مصطفى عام ٢٠٢٣
النائب فاضل مصطفى هو أحد المنتقدين المعروفين للنظام الإيراني في أذربيجان. وفي 28 مارس 2023، نجا من محاولة اغتيال ربطتها السلطات الأذربيجانية بأجهزة المخابرات الإيرانية التي أعلنت قبل أوانها عن وفاته على قناة الحرس الثوري الإسلامي على تيليجرام.

#### مؤامرة اغتيال الحاخام شنيئور سيغال في الفترة من 2024 إلى 2025
في أواخر عام 2024، تم تجنيد أجيل أسلانوف، وهو تاجر مخدرات جورجي، من قبل ضابط في فيلق القدس الإيراني الذي عرض عليه 200 ألف دولار لاغتيال الحاخام شنيئور سيغال في باكو. وكان أصلانوف، التقى عناصر فيلق القدس في إيران، ثم عاد إلى أذربيجان وبدأ بمراقبة الحاخام. ثم أرسل المعلومات إلى الاستخبارات الإيرانية. وفي يناير 2025، أحبطت أجهزة الأمن الأذربيجانية المؤامرة، وألقت القبض على المشتبه بهم واتهمتهم بالتآمر لارتكاب عمل إرهابي.

### اليابان

#### اغتيال هيتوشي إيغاراشي، في إيباراكي، اليابان
اشتهر هيتوشي إيجاراشي، وهو باحث ومترجم ياباني معروف للأدب العربي والفارسي، اشتهر بترجمة رواية سلمان رشدي "آيات شيطانية" إلى اللغة اليابانية . وفي عام 1989، أصدر المرشد الأعلى الإيراني آية الله روح الله خميني فتوى دينية، يدعو فيها إلى قتل رشدي وأي شخص ساعد في نشر الكتاب. وتم اغتيال إيغاراشي في 11 يوليو 1991، في مكتبه في جامعة تسوكوبا في إيباراكي، اليابان. وتقول بعض المصادر أن عملية الاغتيال تمت على يد الحرس الثوري الإيراني.

### الهند
في 13 فبراير/شباط 2021، وفي إطار هجمات عام 2012 على الدبلوماسيين الإسرائيليين، قام سائق دراجة نارية بربط "قنبلة لاصقة" مغناطيسية بسيارة تال يهوشوع كورين، زوجة الملحق العسكري الإسرائيلي في نيودلهي. وأصيبت الزوجة التي كانت في طريقها لإحضار أطفالها من المدرسة، إلى جانب سائقها واثنين من المارة.

### تايلاند
إن تفجير بانكوك عام 2012 هو الحادث الأبرز للعملية الإيرانية في تايلاند. تسبب عملاء إيرانيون عن طريق الخطأ في انفجار في سكن استأجروه في بانكوك. وتسبب الانفجار في فرار اثنين منهم من الموقع، فيما حاول الثالث المصاب بجروح بالغة الفرار بسيارة أجرة. رفض السائق التوقف فألقى قنبلة على السيارة، مما أدى إلى إصابة السائق والمارة. وأخيرًا ألقت السلطات القبض عليه بعد محاولة تفجير فاشلة أخرى أدت إلى فقدانه لساقيه.

### إيران

#### فتوى عام 1989
في 14 فبراير 2025، أصدر المرشد الأعلى الإيراني آية الله روح الله خميني فتوى تدعو إلى قتل سلمان رشدي مؤلف رواية "آيات شيطانية" وكذلك أي شخص يساعد في نشر أو ترجمة أو توزيع الكتاب. وحسب ما قاله خميني فإن الكتاب كان تجديفًا على الإسلام والنبي محمد والقرآن. وقد شجع كل مسلم في العالم على قتل سلمان رشدي.

#### جمع التبرعات والفتوى لعام 2025
في يوليو/تموز 2025، بدأ رجل دين إيراني متشدد يدعى عبد المجيد خراجاني، حملة تبرعات عامة بهدف اغتيال الرئيس الأمريكي دونالد ترامب ورئيس الوزراء الإسرائيلي بنيامين نتنياهو. تهدف الحملة إلى جمع ما بين 10 إلى 20 مليون دولار أمريكي، وهي تتبع فتوى أصدرها آية الله العظمى ناصر مكارم الشيرازي في يونيو 2025.

## أستراليا
في أستراليا، تتضمن الأنشطة الإجرامية الإيرانية أعمالاً سرية وغير قانونية تقوم بها الحكومة الإيرانية ووكلاؤها. وتشمل الأنشطة هجمات القرصنة السيبرانية على الحكومة الأسترالية وأنظمة الأعمال، وتهريب الميثامفيتامين عبر جنوب شرق آسيا، وتجنب العقوبات الدولية باستخدام أنظمة مالية غير رسمية. وتشير التقارير إلى أن السلطات الأسترالية لديها أدلة على أن مسؤولين إيرانيين كانوا يتجسسون ويهددون ويضايقون المعارضين الإيرانيين الذين انتقدوا النظام الإيراني الحالي. وكشفت أجهزة الاستخبارات الأسترالية عن مؤامرات لقتل أو اختطاف أشخاص والتدخل في الشؤون الداخلية الأسترالية، والتي غالبًا ما ترتبط بجرائم الكراهية التي ترتكبها جماعات مدعومة من إيران مثل حزب الله. وردًا على ذلك، عززت أستراليا أمنها السيبراني، واتخذت إجراءات صارمة ضد عمليات تهريب المخدرات، وجعلت قوانينها أكثر صرامة ضد التجسس والتأثير الأجنبي.